# Squad
Squad è il singolo d'esordio del collettivo italiano SLF, pubblicato il 23 giugno 2020.

## Descrizione
Musicalmente il brano è composto con un tempo allegro di 140 battiti per minuto e in tonalità di Do diesis maggiore.

## Tracce
1. Squad – 3:08